# Vladímir Kiseliov
Vladímir Kiseliov (Myski, Rusia; 1 de enero de 1957- Kremenchuk, Ucrania; 7 de enero de 2021) fue un atleta ucraniano, especializado en la prueba de lanzamiento de peso en la que llegó a ser campeón olímpico en 1980.

## Carrera deportiva
En el Campeonato Europeo de Atletismo en Pista Cubierta de 1979 ganó el bronce en lanzamiento de peso, llegando hasta los 20.01 metros, siendo superado por el finlandés Reijo Ståhlberg (oro con 20.47 metros) y el británico Geoff Capes.
Al año siguiente, en los Juegos Olímpicos de Moscú 1980 ganó la medalla de oro en el lanzamiento de peso, con una marca de 21.35 metros, quedando en el podio por delante de su compatriota Aleksandr Baryshnikov y del alemán Udo Beyer.